# Euryproctus albocinctus
Euryproctus albocinctus là một loài tò vò trong họ Ichneumonidae.